# Статуя на Зевс Олимпийски
Статуята на Зевс Олимпийски, изваяна от древногръцкия скулптор Фидий през 435 г. пр.н.е., е сред старите седем чудеса на света.
Олимпия е важен религиозен център в Древна Гърция. Според легендите именно там Зевс победил кръвожадния Кронос. През V век пр.н.е. гражданите на Олимпия решават да построят храм на Зевс с 64 метра дължина и 28 м ширина. Височината на вътрешното помещение била 20 метра. Статуята на Зевс била поставена в дъното на храма. Според изворите е била висока над 12 метра и създавала впечатлението, че ако Зевс стане, ще разруши покрива. Била изработена от дърво, покрито с нежно-розова слонова кост, а дрехите на Зевс били от златни листи. В дясната си ръка държал висока около 5 метра златна статуя на богинята на победата Нике, а в лявата си – скиптър с кацнал орел.
През 50-те години на ΧΧ век са разкрити останките на работилницата на Фидий в Олимпия и е потвърдена датата на създаване на статуята. Храмът на Зевс е разрушен през 426 г. и статуята може би е разрушена заедно с него. Според друга теория през 394 г. тя е пренесена в Константинопол, столицата на Византийската империя. Въпреки че вече християнството се е наложило като религия и статуята на Зевс се явявала езическа скулптура, никой не посмял да я разруши поради невероятната ѝ красота. Историците смятат, че е изгоряла по време на пожар в двореца на император Теодосий II през 462 г.
Статуята на Зевс Олимпийски е единственото от седемте чудеса на света на европейска територия.